# 松岳山古墳
松岳山古墳（まつおかやまこふん）は、大阪府柏原市国分市場にある古墳。形状は前方後円墳。松岳山古墳群を構成する古墳の1つ。国の史跡に指定され、出土品は柏原市指定有形文化財に指定されている。

## 概要

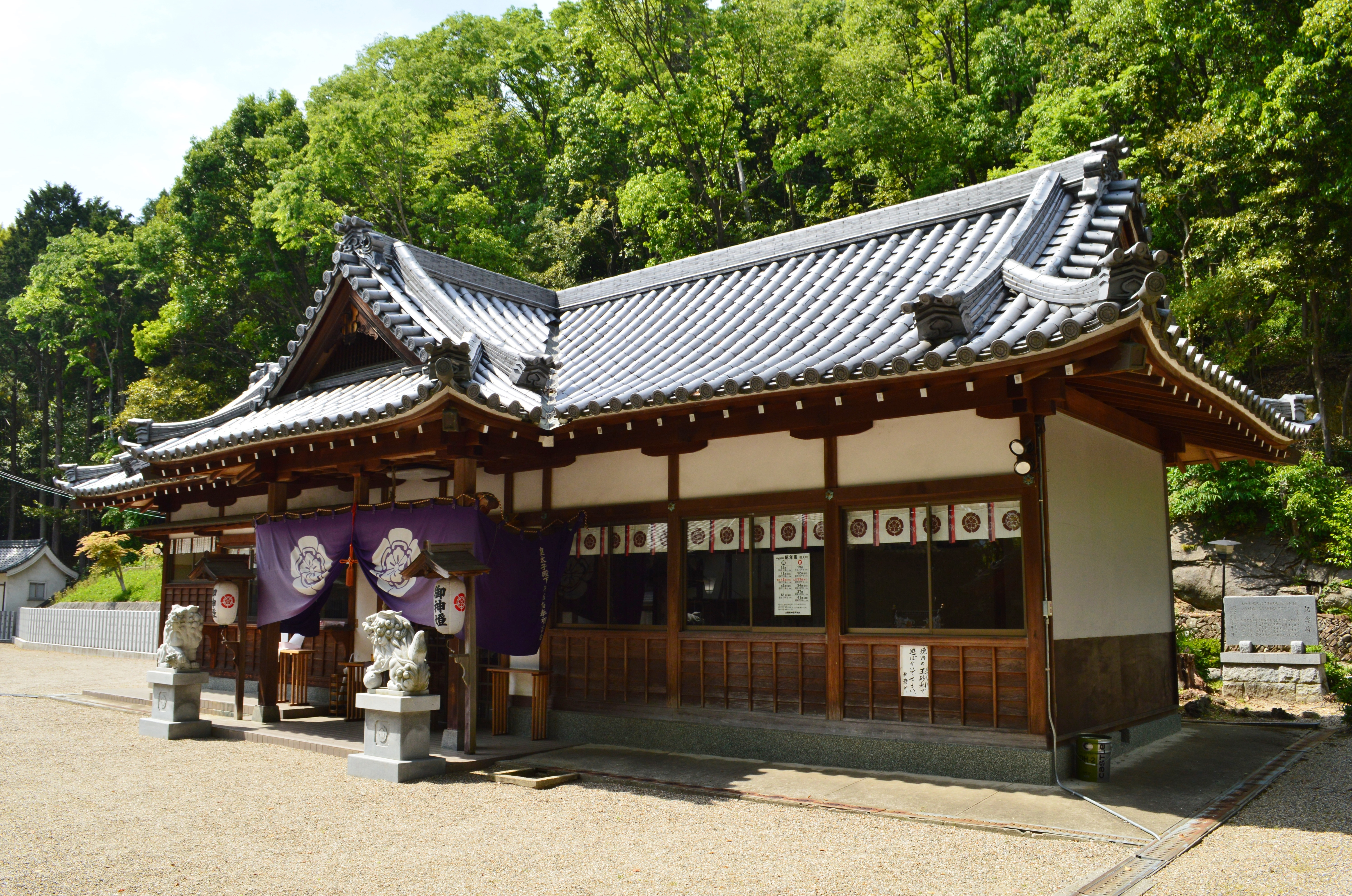
古墳下に所在する国分神社

大阪府東部、大和川左岸の松岳山丘陵頂部に築造された大型前方後円墳である。丘陵上に分布する松岳山古墳群のうちでは唯一の前方後円墳で、規模も突出する。かつて丘陵は「松岡山」と表記されたが、現在に「松岳山」と表記されるのは当地が船氏王後墓誌の出土地に推定されたことによる。古墳域は国分神社境内に所在し、別名の「美山」は「宮山」に基づく。1955年（昭和30年）・1984-1986年度（昭和59-61年度）に調査が実施されている。
墳形は前方後円形で、前方部を西方向に向ける。墳丘は後円部では3段または4段築成、前方部では2段築成。墳丘外表では葺石・円筒埴輪列が認められるほか、墳丘裾部では板石積みの外周施設帯が巡らされ、鰭付楕円形円筒埴輪列を樹立する。埋葬施設は後円部中央における積石塚状施設で、内部に長持形石棺の原型式の組合式石棺を据え、石棺の前後に立石を設ける。石棺の内外からは多数の副葬品が出土している。
築造時期は、古墳時代前期頃と推定される。墳丘の板石積み・石棺型式・立石・楕円形円筒埴輪などの点で全国的にも特異な様相を示すが、一帯では築造の経済基盤となる耕作地に乏しく、被葬者に関して大和川水運や石材管理を担う職業集団としての性格を指摘する説がある。柏原市域では、南西約1.6キロメートルの玉手山丘陵に松岳山古墳とほぼ同時期の玉手山7号墳（墳丘長110メートル）の築造も知られるが、両古墳の様相は大きく異なるため、同古墳とともに古墳時代中期のヤマト大王墓（古市古墳群）の営造以前の河内地方の様相を明らかにする点で重要視される古墳になる。
古墳域のうち後円部部分は1922年（大正11年）に国の史跡に指定され、出土品の一部は2008年（平成20年）に柏原市指定有形文化財に指定されている。なお、かつては船氏王後墓誌の出土地を本古墳に比定する説もあったが、本古墳含む松岳山古墳群は前期古墳群であり船王後と時期が異なるため現在では否定されている。

## 遺跡歴
- 1877年（明治10年）、税所篤による発掘。鏡・玉類が出土と伝承（現在は所在不明）[6][7][3]。
- 1915年（大正4年）、瀧野政治郎が石杵状石製品を採集（現在は所在不明）[3]。
- 1922年（大正11年）3月8日、後円部部分が国の史跡に指定[4]。
- 1955年（昭和30年）、埋葬施設の調査（大阪府教育委員会・京都大学の小林行雄ら、1957年に報告）[6][7][3]。
- 1984年度（昭和59年度）、測量調査（柏原市教育委員会、1985年に概要報告）。
- 1985年度（昭和60年度）、茶臼塚古墳の発掘調査の際に松岳山古墳前方部を確認（柏原市教育委員会、1986年に概要報告）。
- 1986年度（昭和61年度）、発掘調査（柏原市教育委員会、1987年に概要報告）。
- 2008年（平成20年）8月21日、出土品が柏原市指定有形文化財に指定[5]。

## 墳丘
墳丘の規模は次の通り。
- 墳丘長：約130メートル
- 後円部 - 3段または4段築成[3]。
  - 直径：72メートル
  - 高さ：16メートル
- 前方部 - 2段築成[3]。
  - 幅：32メートル
  - 高さ：6メートル

墳丘長については150メートル程度と復元する見解もある。墳丘1・2段目では、玄武岩板石を垂直に積んだ上に円礫を斜めに葺く。また墳丘南側では板石を斜めに突き刺すように積み、前方部前面側の墳裾では板石で構築したテラス面に楕円形円筒埴輪を据える。これら周囲の板石積みも含めた古墳総長は約155メートルに及ぶが、北側は崖面になるため板石積みは南側のみに設けたと推測される。

## 埋葬施設

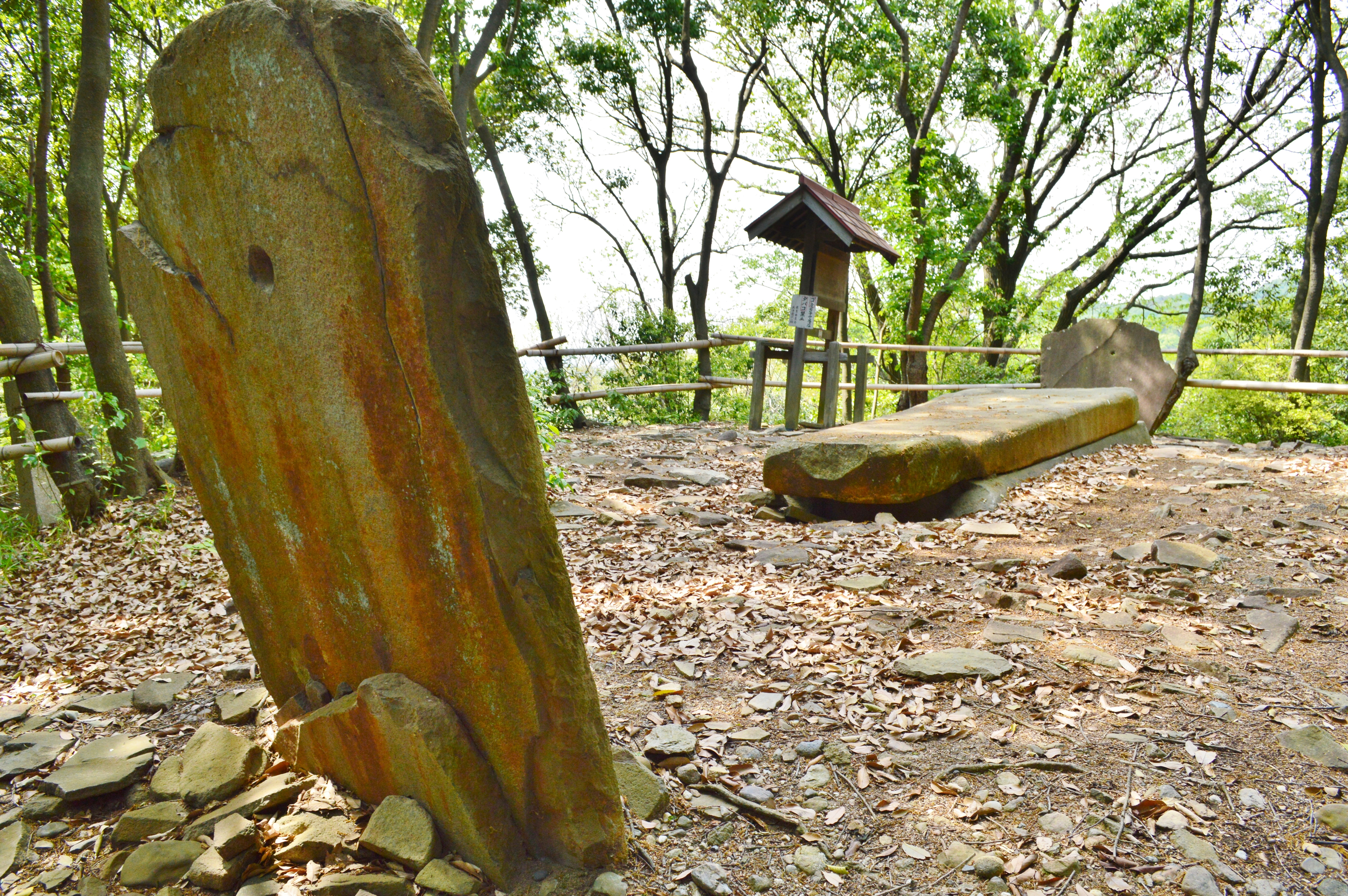
後円部墳頂中央右に石棺、前後に立石。

埋葬施設は不明。後円部墳頂において石棺（後述）周囲に玄武岩の板石が散在し、一説には竪穴式石室とされるが、石室というよりは積石塚状施設とも指摘される。
施設内部には組合式の石棺を据えており、石棺主軸を南北方向として、現在は後円部中央に露出する。この石棺は蓋石・底石各1枚、側石4枚の計6枚の石材を組み合わせたもので、蓋石・底石は黒雲母花崗岩、側石は柘榴石角閃石安山岩または凝灰岩（香川県産と推定）になり、側石2枚には縄掛突起を伴う。底石表面は被葬者の身体に合わせて彫り込まれている。大王墓によくみられる長持形石棺の原型に位置づけられるが、本古墳例の場合には小口石が内側に位置して小室状空間を作り、蓋石は扁平で縄掛突起を伴わないなどの特異性を示す。この石棺内外からは多数の副葬品が出土している。
また、この石棺の前後（南北）には孔の開いた立石各1枚が遺存する。南石は高さ2.3メートル・幅1.4メートル、北石は高さ1.8メートル・幅1.4メートルを測り、各石とも上部に小孔を有する（南石：1箇所、北石：2箇所と非貫通くぼみ2箇所）。築造当時から立てられていたと推測されるが、目的は明らかでない。類例に佐紀陵山古墳（奈良県奈良市）の立石が知られ、同古墳の場合には石室石材の遺存と推測されているが、本古墳の場合に石室石材とするには否定的な見解が強い。
そのほか、墳丘裾くびれ部に竪穴式小石室（遺物なし）が、墳丘第1段テラス部に箱形石棺が認められ、そのほかにも小埋葬施設の存在が推測される。

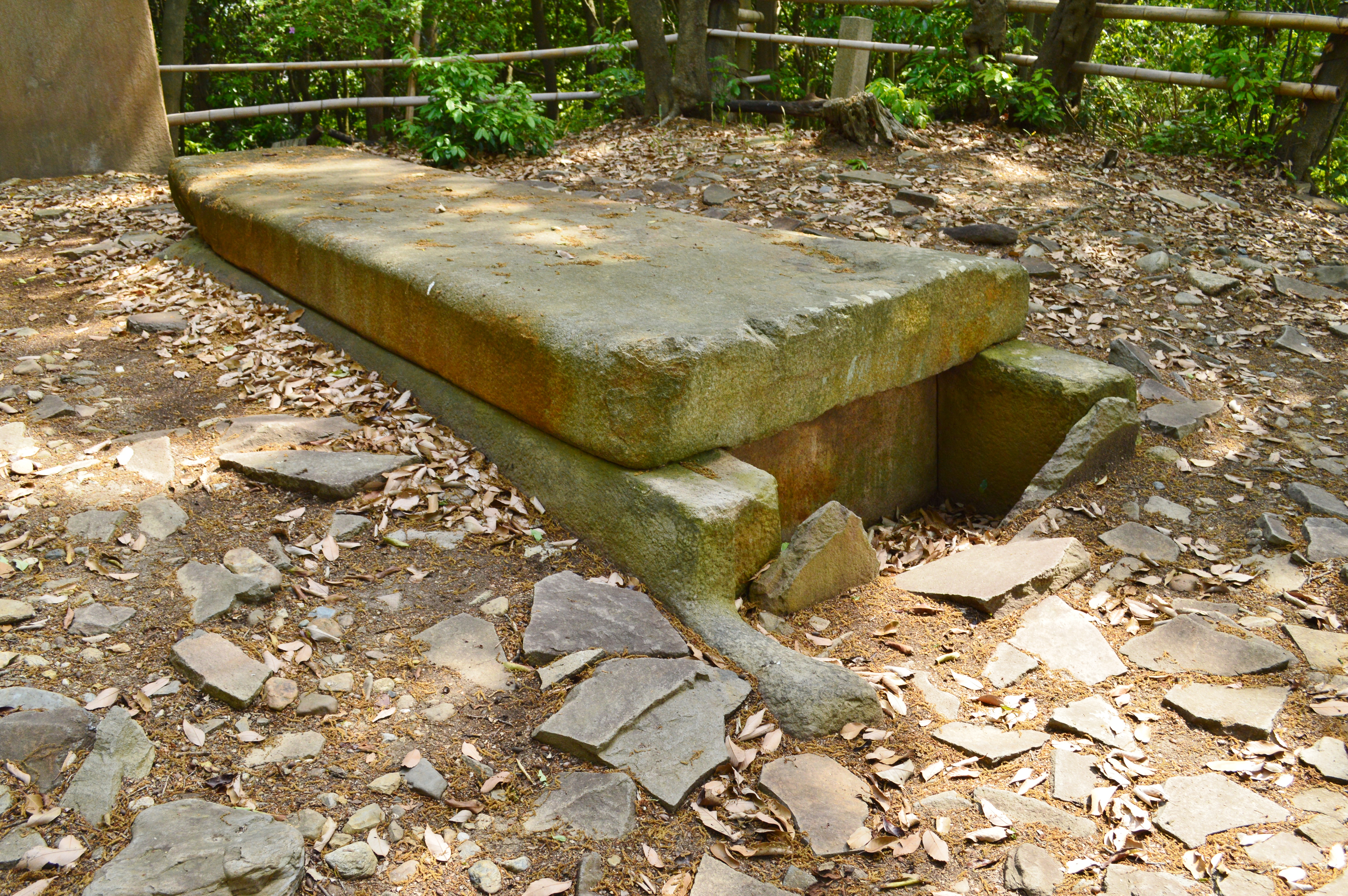
石棺
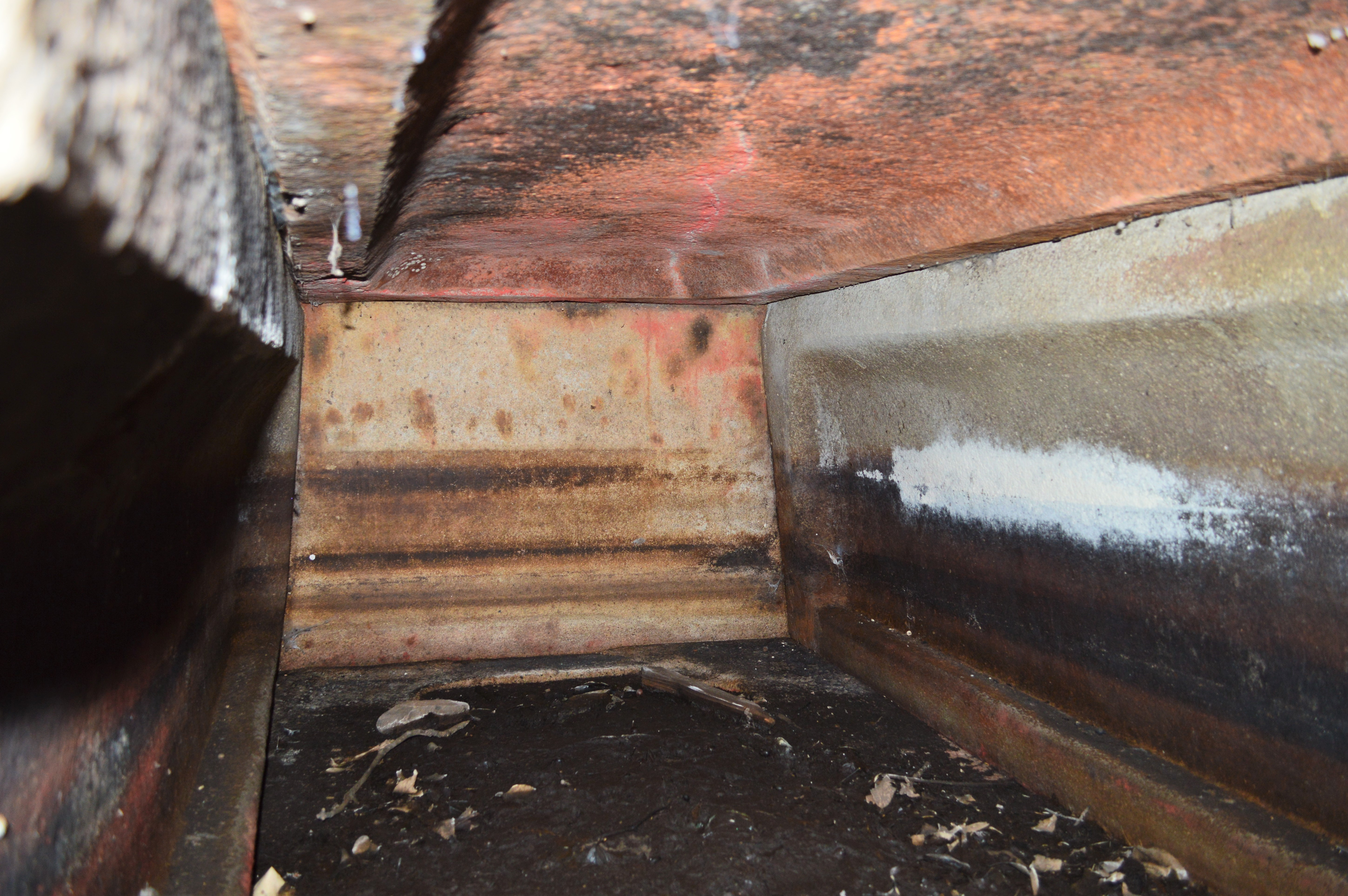
石棺内部
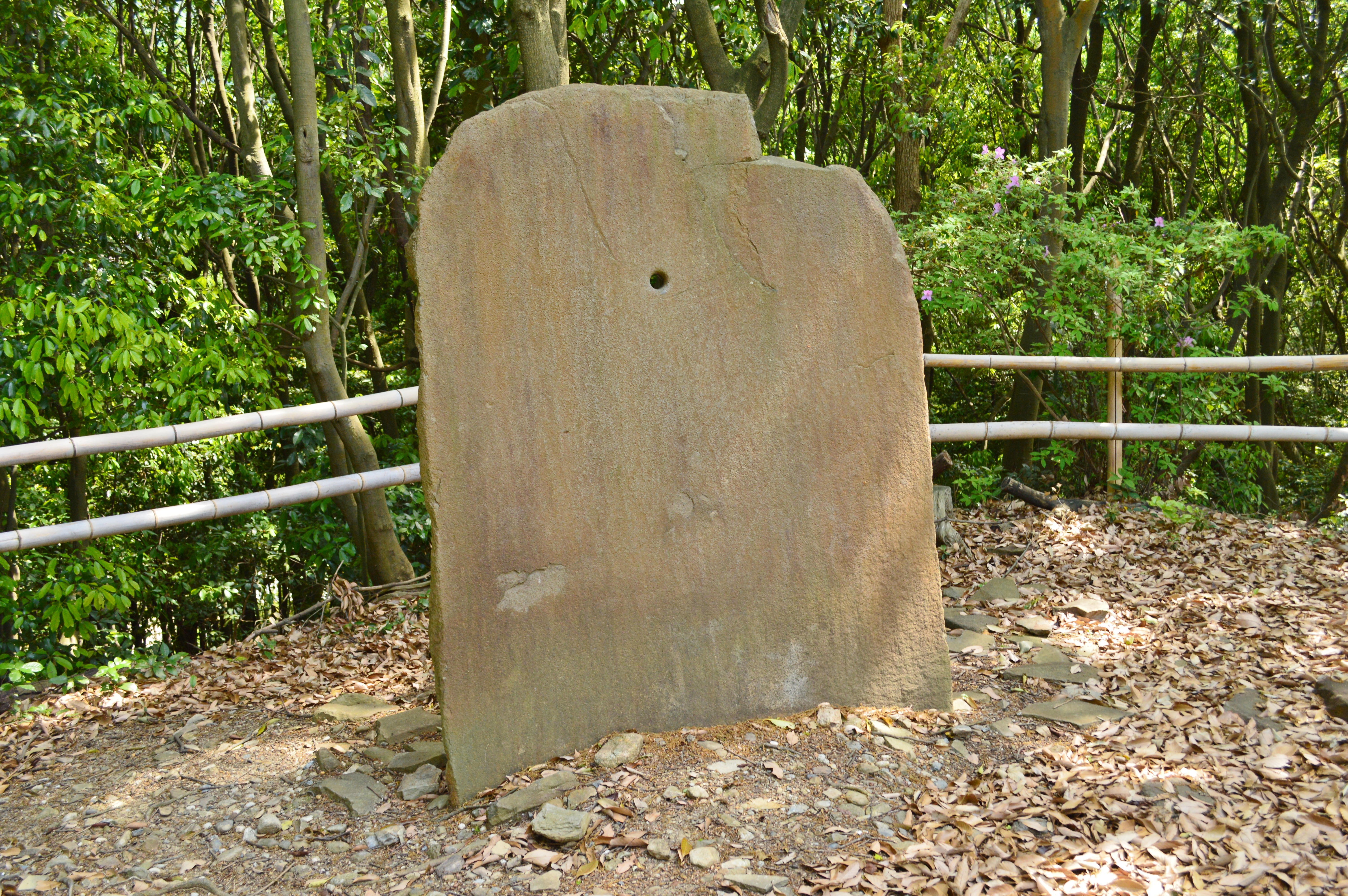
南立石
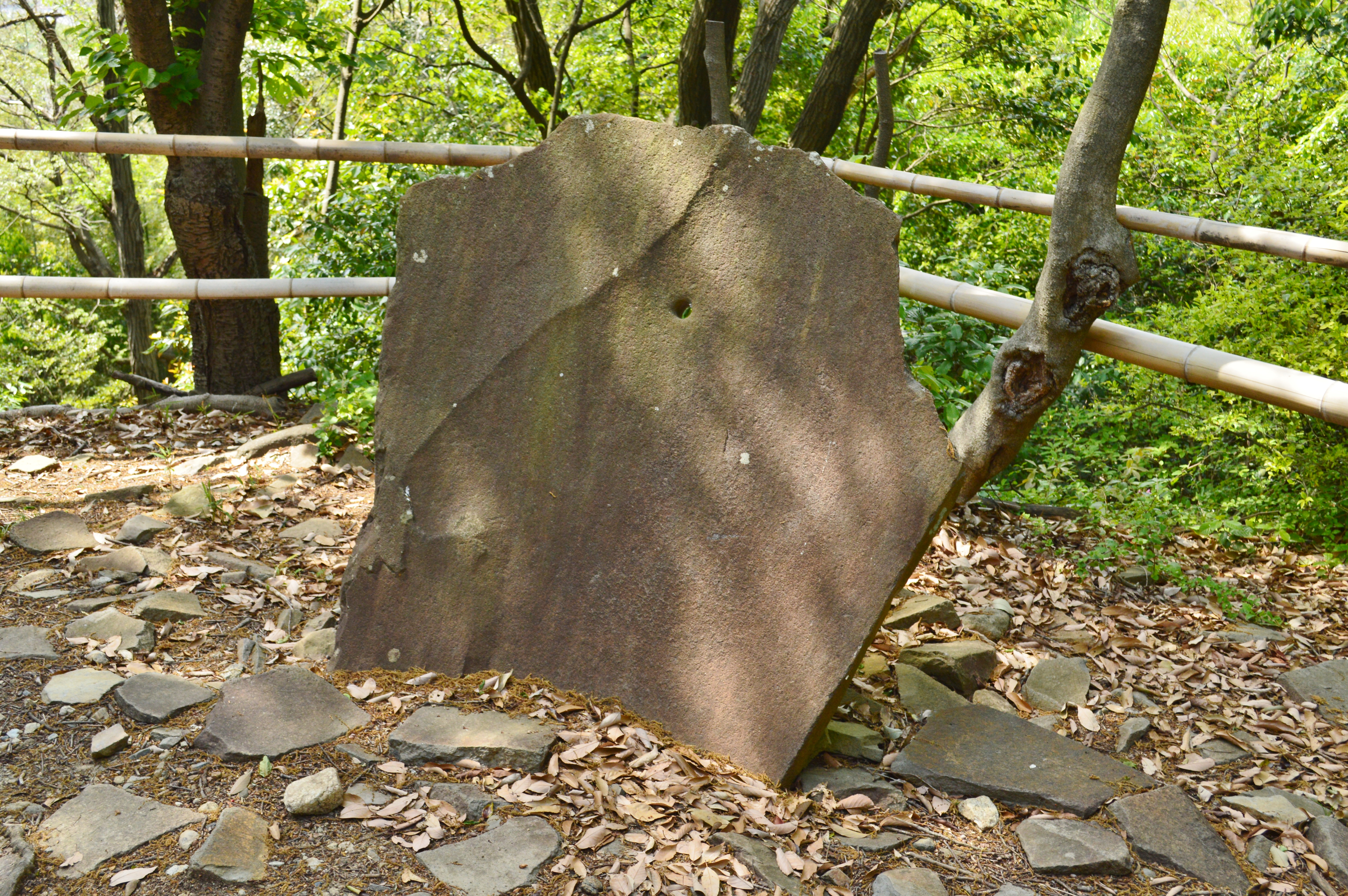
北立石

## 出土品

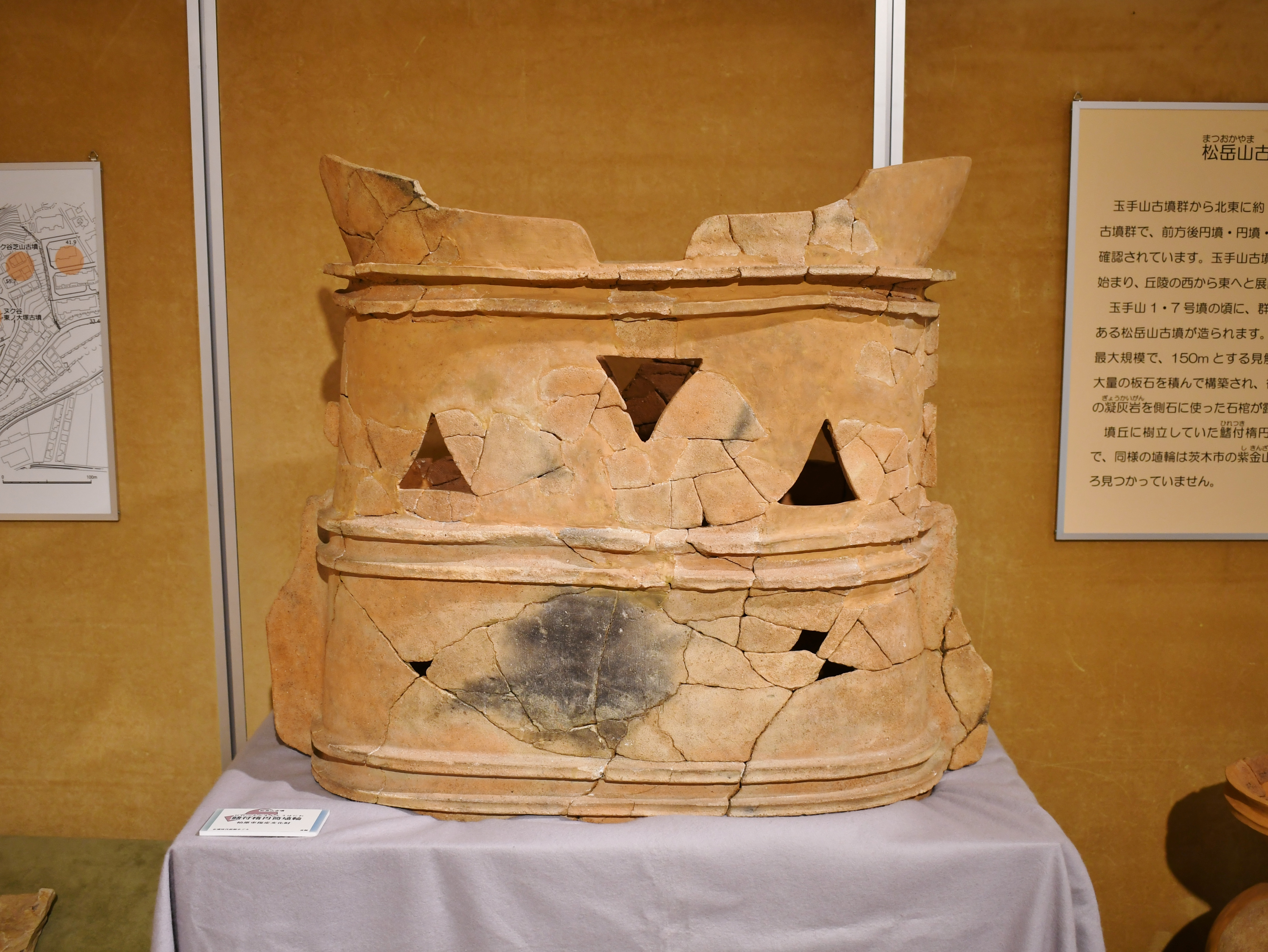
鰭付楕円筒埴輪
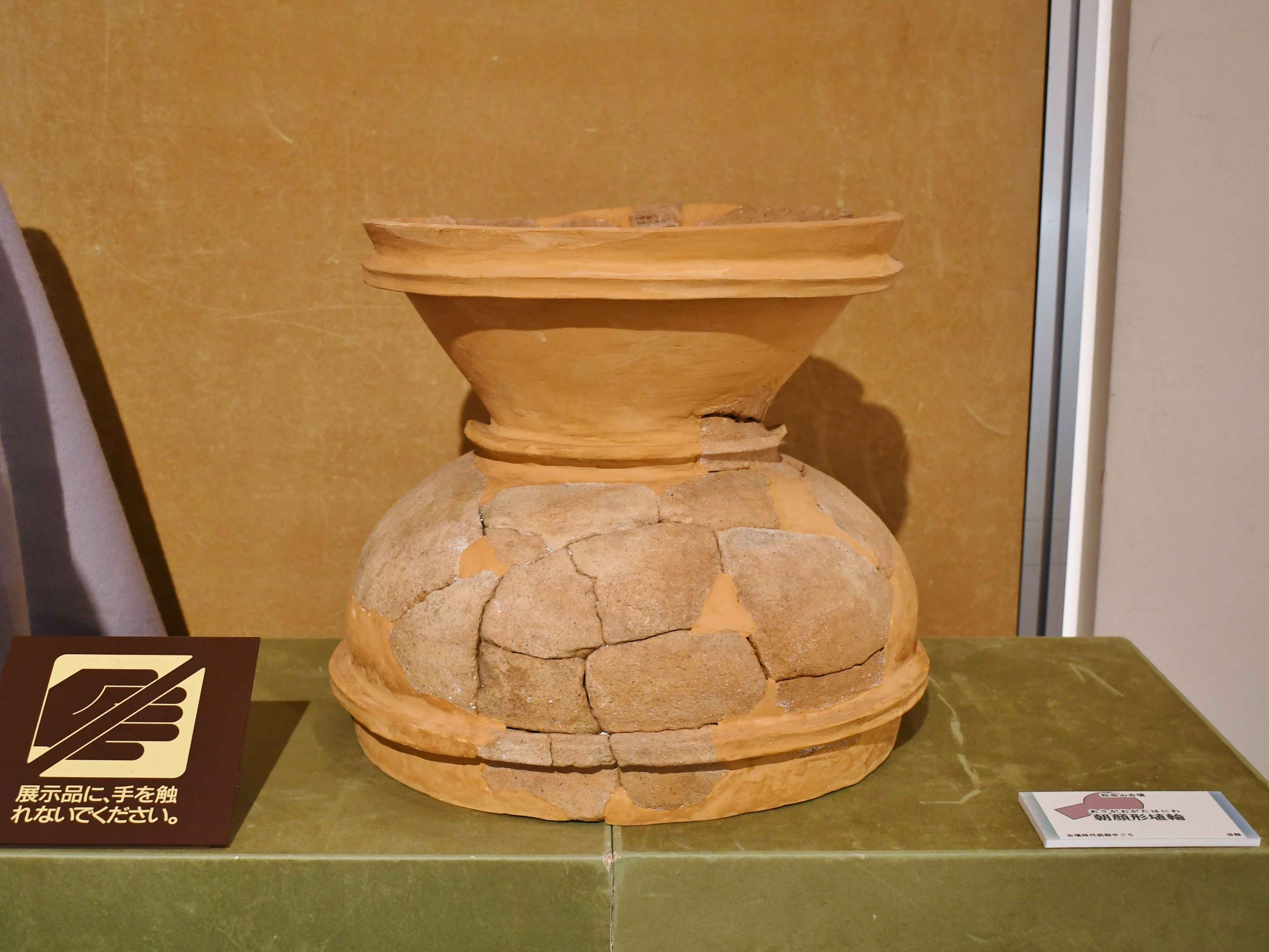
朝顔形埴輪

| 鰭付楕円形円筒埴輪（柏原市指定文化財）柏原市立歴史資料館展示。 |  | 鰭付楕円形円筒埴輪（柏原市指定文化財）柏原市立歴史資料館展示。 |
| 鰭付楕円形円筒埴輪（柏原市指定文化財）柏原市立歴史資料館展示。 |  |                                                                |

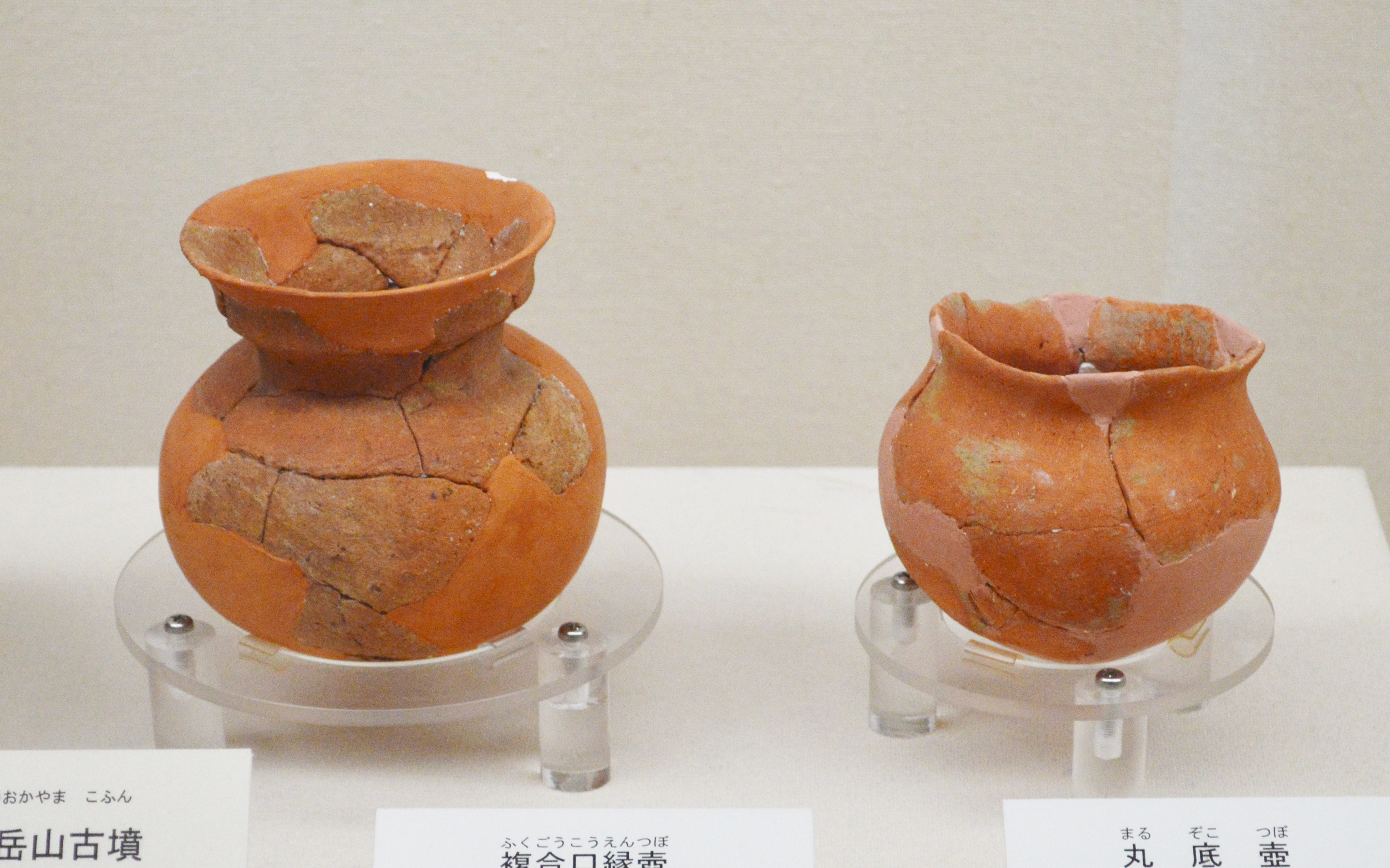
二重口縁壺・丸底壺
（柏原市指定文化財）柏原市立歴史資料館展示。

1955年（昭和30年）の調査による出土品は次の通り。
- 硬玉製勾玉
- 碧玉製管玉
- 碧玉製丸玉
- ガラス小玉
- 鍬形石片
- 石釧片
- 銅鏡片
- 鉄刀片
- 鉄剣（槍）片
- 鉄鏃片
- 銅鏃 - 柳葉形箆被式の大型品（長さ10センチメートル）。類例に長法寺南原古墳（京都府長岡京市）出土品。
- 土師器 - 細頸壺、円筒形土器。
- 埴輪 - 円筒埴輪、朝顔形埴輪、形象埴輪（蓋形・家形埴輪）。

多くは1877年（明治10年）の出土後に再埋納されたものと推測される。現在は大半が京都大学に保管されている。
近年の発掘調査による主な出土品は次の通り。
- 楕円形円筒埴輪（楕円筒埴輪）
3点。いずれも1985年度（昭和60年度）調査で前方部前面の墳裾から出土。円筒埴輪を引き延ばしたような楕円形をなす。1点目・2点目は完形品で、1点目は高さ158センチメートル・長径64センチメートル・短径42センチメートル、2点目は143センチメートル・長径70センチメートル・短径40センチメートルを測り、3点目は上部2段のみ（残存高76センチメートル）である。墳丘側には赤色顔料の塗布が認められる。胴部には透孔（三角形・逆三角形・横長長方形・巴形）が開けられるとともに、突帯が巡らされる。また胴部左右には鰭を付す。楕円形円筒埴輪としては最大規模であり、鰭付の楕円形円筒埴輪としては本例のほか紫金山古墳（茨木市）出土品が知られるのみになる[9][5]。
- 壺形土器
2点。1点目は1985年度（昭和60年度）調査で前方部前面裾から、2点目は1986年度（昭和61年度）調査れくびれ部墳裾から出土。1点目は土師器の短頸丸底壺で、球形の体部に短い口縁を作り、高さ9.5センチメートル。2点目は土師器の小型二重口縁壺で、高さ13センチメートル[9][3]。

- 鰭付楕円筒埴輪
- 朝顔形埴輪

## 文化財

### 国の史跡
- 松岳山古墳 - 指定範囲は後円部。1922年（大正11年）3月8日指定[4][10]。

### 柏原市指定文化財
- 有形文化財
  - 松岳山古墳出土品（考古資料） - 明細は以下。柏原市立歴史資料館保管。2008年（平成20年）8月21日指定[5]。
    - 楕円筒埴輪 3点
    - 壺形土器 2点

## 現地情報
所在地
- 大阪府柏原市国分市場

交通アクセス
- 鉄道：近畿日本鉄道（近鉄）大阪線 河内国分駅（徒歩約15分）[11]

関連施設
- 柏原市立歴史資料館（柏原市高井田） - 松岳山古墳群の出土品を展示。

周辺
- 国分神社

## 関連文献
（記事執筆に使用していない関連文献）
- 報告書
  - 梅原末治「河内国分松岳山船氏墳墓の調査報告」『歴史地理』第28巻第6号、吉川弘文館、1916年。
  - 『河内松岳山古墳の調査』大阪府教育委員会〈大阪府文化財調査報告書第5輯〉、1957年。
  - 『明神山系遺跡分布調査概報I -付 松岳山古墳墳丘測量-』 1984年度、柏原市教育委員会〈柏原市文化財概報1984-III〉、1985年。 - リンクは奈良文化財研究所「全国文化財総覧」。
  - 『柏原市埋蔵文化財発掘調査概報』 1985年度、柏原市教育委員会〈柏原市文化財概報1985-I〉、1986年。 - リンクは奈良文化財研究所「全国文化財総覧」。
  - 『松岳山古墳墳丘範囲確認調査概報』 1986年度、柏原市教育委員会〈柏原市文化財概報1986-II〉、1987年。 - リンクは奈良文化財研究所「全国文化財総覧」。
- その他
  - 『松岳山古墳群の埴輪』柏原市立歴史資料館〈柏原市の考古資料1〉、2000年。
  - 『松岳山古墳群を探る』柏原市立歴史資料館〈平成21年度夏季企画展〉、2009年。
  - 岸本直文「玉手山古墳群・松岳山古墳と河内政権論」『百舌鳥・古市古墳群出現前夜』大阪府立近つ飛鳥博物館〈大阪府立近つ飛鳥博物館平成25年度春季特別展（大阪府立近つ飛鳥博物館図録60）〉、2013年。